# Рутсвайлер-ан-дер-Лаутер
Рутсвайлер-ан-дер-Лаутер (нім. Rutsweiler an der Lauter) — громада в Німеччині, розташована в землі Рейнланд-Пфальц. Входить до складу району Кузель. Складова частина об'єднання громад Лаутереккен-Вольфштайн.
Площа — 4,32 км2. Населення становить 364 ос. (станом на 31 грудня 2020).

## Галерея

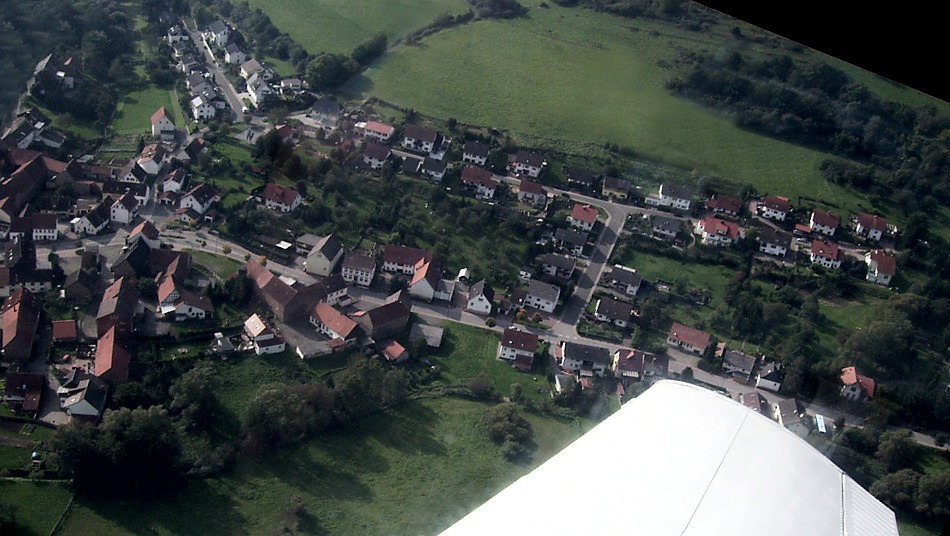
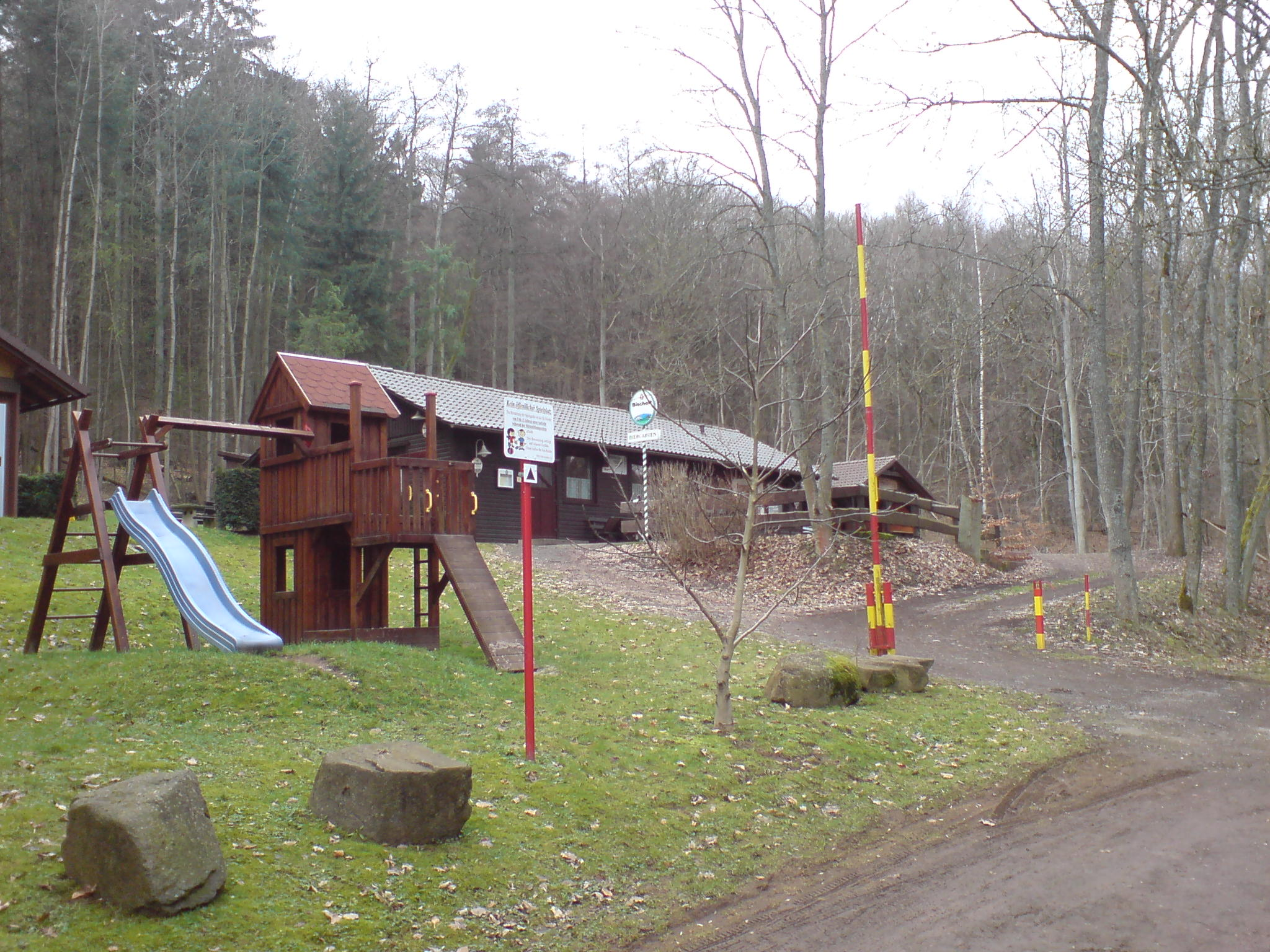